# Ministère de l'Intérieur et des Collectivités territoriales
Cet article concerne un ministère haïtien. Pour son équivalent algérien, voir Ministère de l'Intérieur et des Collectivités locales.
Le ministère de l'Intérieur et des Collectivités territoriales (MICT) est un ministère du gouvernement d'Haïti chargé de la sécurité publique et de la politique intérieure en Haïti.

## Missions
Le ministère de l’Intérieur est l’organisme central ayant pour mission de concevoir, de définir et de concrétiser la politique du pouvoir exécutif en ce qui concerne la tutelle des collectivités territoriales, l’immigration, l’émigration et la protection civile.
Le ministère de l’Intérieur a pour responsabilités principales :
- Assurer le contrôle de tutelle sur les collectivités territoriales;
- Coordonner et contrôler les départements, les arrondissements et les communes.
- Veiller à l’application des lois et mesures sur l'immigration;
- autoriser et contrôler, conjointement avec les ministères et organismes concernés, les activités des ONG d’aide au développement;
- gérer les biens du domaine public, en collaboration avec les organismes administratifs compétents.